# Bringuera
La bringuera és un embotit tradicional de la comarca pirinenca de l'Alt Urgell, però originària d'Andorra.
Anys enrere, la bringuera se solia deixar assecar i no es començava a menjar fins a l'estiu, el moment àlgid de les tasques agrícoles, per esmorzar i berenar. També se la reservava, ben curada, per Nadal. A l'Alt Urgell encara s'elabora en algunes cases, però aquesta és una activitat cada cop menys freqüent.
Les bringueres presenten la forma d'esferes allargassades, més o menys boterudes, amb un extrem lligat amb un cordill. El color exterior és marronós, més o menys fosc. El tall és vermellós fosc per la presència de la sang, i està envoltat per una capa de greix blanc. La mida de cada esfera és d'uns 20 cm de llargada i uns 60-65 mm d'amplada.
En l'elaboració es trien les carns (carn del cap, papada, cansalada, freixures) i les cotnes i s'escalden. A continuació, es trinxen i es pasten tots els ingredients fins que queda la massa ben barrejada. S'hi afegeixen la sang i els ous, s'amaneix amb sal i pebre, s'emboteix en el budell cec del porc i es lliga per l'extrem. Finalment, es cou a la caldera durant quatre hores i després es deixa escórrer.
En Catalunya és habitual en la producció artesana, la comercialització de la bringuera té lloc essencialment a la botiga dels elaboradors. Actualment es consumeix tendra, acabada de fer. S'empra sobretot com a entremès els dies de festa, per preparar entrepans i per menjar amb torrades de pa. És freqüent integrar-la en les fustes d'embotits que serveixen els restaurants de la comarca.